# بخش بولینگ گرین، شهرستان ماریون، اوهایو
بخش بولینگ گرین (به انگلیسی: Bowling Green Township) یک منطقهٔ مسکونی در ایالات متحده آمریکا است که در شهرستان ماریون، اوهایو واقع شده‌است.
 بخش بولینگ گرین ۷۱٫۶ کیلومتر مربع مساحت و ۶۵۰ نفر جمعیت دارد و ۲۸۲ متر بالاتر از سطح دریا واقع شده‌است.